# Vicepresident de la Nació Navajo
El càrrec de vicepresident de la Nació Navajo fou creat en 1991 després de la reestructuració del govern nacional de la Nació Navajo. El president i el vicepresident són escollits cada quatre anys.
En 2010, Ben Shelly esdevingué el primer vicepresident que fou elegit president de la Nació Navajo.

## Vicepresidents
| Nom                   | Inici mandat        | Fi mandat            | President de la Nació Navajo |
| --------------------- | ------------------- | -------------------- | ---------------------------- |
| Marshall Plummer      | 15 de gener de 1991 | 10 de gener de 1995  | Peterson Zah                 |
| Thomas Atcitty        | 10 de gener de 1995 | 19 de febrer de 1998 | Albert Hale                  |
| Milton Bluehouse, Sr. | febrer de 1998      | 24 de juliol de 1998 | Thomas Atcitty               |
| Frank Chee Willeto    | agost de 1998       | 12 de gener de 1999  | Milton Bluehouse, Sr.        |
| Taylor McKenzie       | 12 de gener de 1999 | 14 de gener de 2003  | Kelsey Begaye                |
| Frank Dayish, Jr.     | 14 de gener de 2003 | 9 de gener de 2007   | Joe Shirley, Jr.             |
| Ben Shelly            | 9 de gener de, 2007 | 11 de gener de 2011  | Joe Shirley, Jr.             |
| Rex Lee Jim           | 11 de gener de 2011 | Present              | Ben Shelly                   |